# Staines-upon-Thames
Staines-upon-Thames of kortweg Staines is een plaats in het bestuurlijke gebied Spelthorne, in het Engelse graafschap Surrey. De plaats telde ruim 18.000 inwoners in 2011. 
Staines-upon-Thames ligt ongeveer 27 kilometer ten westen van het centrum van Londen, nog binnen de ringweg M25. Station Staines ligt aan de spoorlijn tussen London Waterloo en Reading.
Voor 1965 lag Staines in Middlesex. In 2012 werd de plaatsnaam officieel veranderd van Staines naar Staines-upon-Thames.

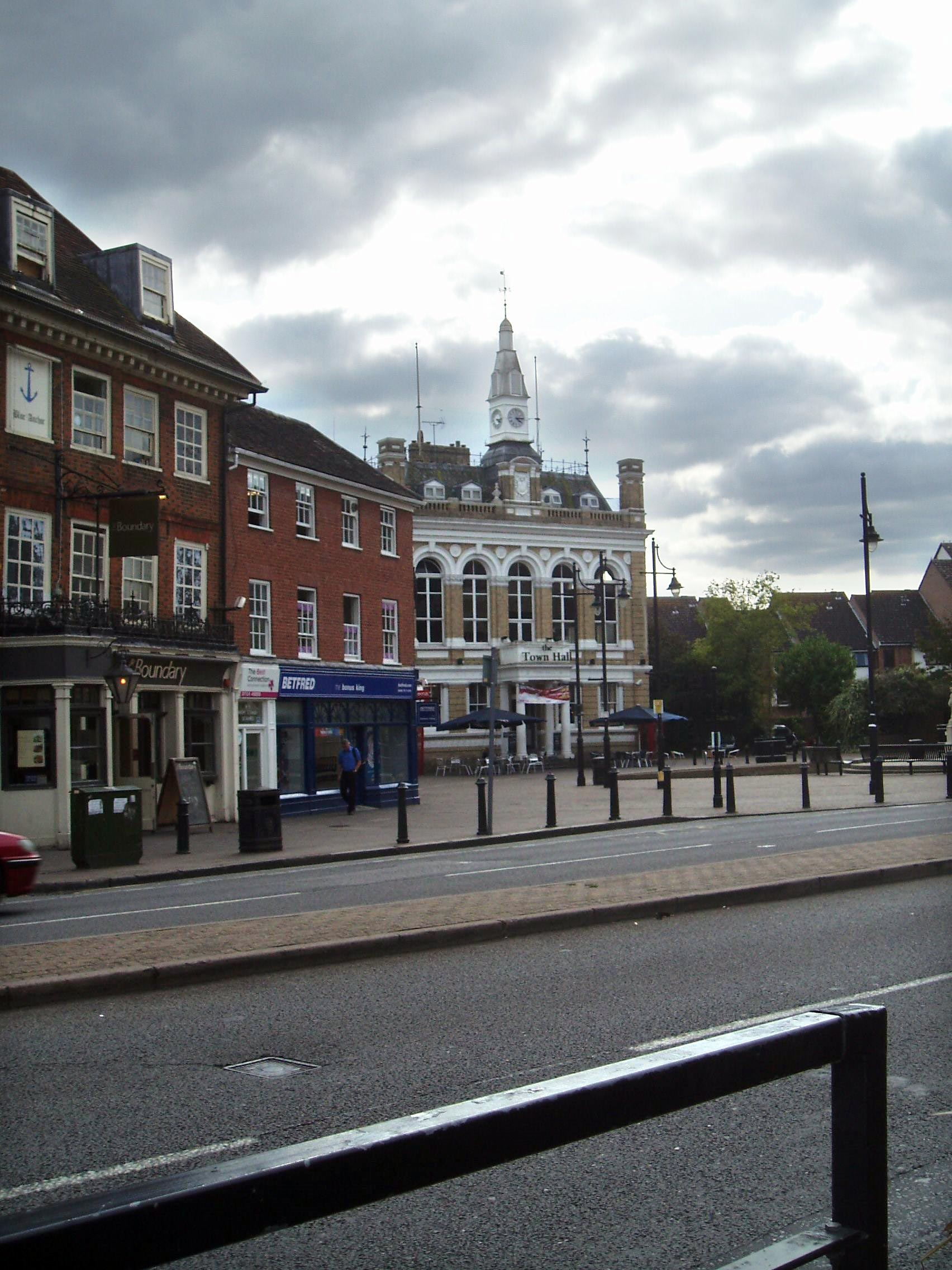
Stadhuis van Staines-upon-Thames

## Wetenswaardigheden
- Een fictieve inwoner van Staines-upon-Thames is Ali G, een personage van Sacha Baron Cohen. Regelmatig komt de plaats naar voren in de Da Ali G show. Ook speelt de film Ali G Indahouse zich er voornamelijk af.
- Ten zuiden van Staines-upon-Thames ligt de plaats Laleham, geboorteplaats van de dichter Matthew Arnold.